# Королевская академия медицины Бельгии
Королевская академия медицины Бельгии (фр. Académie royale de médecine de Belgique; нидерл. Académie royale de médecine de Belgique) — государственное медицинское учреждение объединяющее ведущих бельгийских медиков.
Академия была основана 19 сентября 1841 года королевским указом Леопольда I по предложению премьер-министра Бельгии Жана Батиста Нотомба. Штаб-квартира находится в городе Брюсселе во Дворце академий. С 1924 года Академия имеет гражданский статус, а управление её активами регулируется королевским указом от 1925 года. 
Бельгийская королевская академия медицины была создана с целью стать центром профильных исследований, размышлений, обмена идеями, пионером медицинской научной мысли, а также являться консультативным органом, к которому смогут обращаться государственные органы власти для решения тех или иных вопросов касающихся медицины.
В настоящее время сфера компетенции Академии распространяется на все области медицины (включая ветеринарию), фармацевтику и смежные области. Она играет заметную роль в консультировании бельгийских властей, а также компетентных ассоциаций и отдельных лиц. С этой целью она пишет и публикует отчеты, исследования или мнения. На своих ежемесячных сессиях Академия обеспечивает форум для конференций, научных дебатов и обмена знаниями, публикует результаты научных исследований и присуждает премии исследователям, чья работа была отмечена выдающимися достижениями. Организация поддерживает международные контакты, в частности посредством публикаций и участия в международных научных инициативах.